# Mar Giménez Gascó
Mar Giménez Gascó (Bicorb, juliol del 2000) és una pilotaire valenciana coneguda com a Mar de Bicorp. S'aficionà al raspall als set anys, veient jugar a son pare. En 2015 va guanyar l'Individual de Raspall contra Noèlia de Beniparrell, i en 2016 va guanyar el sots-18.
En joc indirecte, ha estat campiona d'Europa a l'Open de Bèlgica en categoria professional, i sots-15 en el primer Junior Open Wall de 2015. També ha estat campiona sots-15 amb la selecció valenciana, i campiona per parelles del Pro Tour de la CIJB.
El 2018 va guanyar l'obert de One Wall de Londres en parella amb una jugadora basca, Patri, i perdé la final individual contra una pilotari estatunidenca.
El mateix any guanyà l'individual europeu de la mateixa especialitat a Franeker i començà els estudis de Medicina a València, després de traure un 12,33 sobre 14 en les proves d'accés a la universitat.

| A.   | Trofeu            | Esp.     |             | Mitgera | Puntera | Adversaris |
| ---- | ----------------- | -------- | ----------- | ------- | ------- | ---------- |
| 2018 | Europilota        | one wall | campiona    |         |         | Marrit     |
| 2021 | Individual Femení | raspall  | subcampiona |         |         | Victòria   |
| 2022 | Individual Femení | raspall  | subcampiona |         |         | Victòria   |